# Gneu Corneli Blasió
Gneu Corneli Blasió (en llatí: Cnaeus Cornelius L. F. Cn. N. Blasio) va ser un magistrat romà. Formava part de la gens Cornèlia.
Segons els Fasti, ja que no es menciona en lloc més, va ser cònsol de Roma l'any 270 aC juntament amb Gai Genuci Clepsina, censor el 265 aC i altre cop cònsol el 257 aC amb Gai Atili Règul Serrà. Els Fasti diuen també que va obtenir un triomf el 270 aC, però és desconegut sobre quin poble va triomfar.